# Drop The Pressure
Singles de Mylo
Destroy Rock and Roll
(2005)
Pistes de Destroy Rock and Roll
Muscle Car
(3) In My Arms
(2005)
Drop The Pressure est une chanson du DJ écossais Mylo sortie le 12 mars 2005 sous la major Sony Bmg Music. 1er single extrait de son premier album studio Destroy Rock and Roll (2005), la chanson a été écrite et produite par Mylo. Le single se classe dans les hit-parades de nombreux pays notamment en France, aux Pays-Bas, en Belgique (Flandre et Wallonie), en Australie, au Royaume-Uni, en Irlande, au Royaume-Uni, en Irlande, en Italie et en Allemagne. Elle a notamment été remixée par le duo suédois Dada Life et par le DJ Laidback Luke

## Classement par pays
| Classement (2005)                       | Meilleure position |
| --------------------------------------- | ------------------ |
| Allemagne (Media Control Chart)         | 43                 |
| Australie (ARIA)                        | 46                 |
| Belgique (Flandre Ultratop 50 Singles)  | 27                 |
| Belgique (Wallonie Ultratop 50 Singles) | 3                  |
| France (SNEP)                           | 34                 |
| Irlande (Single Top 50)                 | 19                 |
| Italie (Singles Top 50)                 | 43                 |
| Pays-Bas (Nederlandse Top 40)           | 32                 |
| Royaume-Uni (UK Singles Chart)          | 19                 |